# 平山重勝
平山 重勝（ひらやま しげかつ、1904年（明治37年） - 1994年（平成6年）4月5日）は、日本の植物病理学者。タバコモザイク病などの研究を行った。
三重高等農林学校を卒業後、京都帝国大学農学部に入学、1928年卒業、大学院に進学し、1930年、徳川生物学研究所の嘱託研究員となった。徳川生物学研究所でタバコモザイク病の研究をはじめ、1935年に「煙草・モザイク病の細胞学的研究1」を発表した。1939年に徳川生物学研究所を退職、厚生省衛生試験所技師となり、1947年に厚生省衛生試験所植物部長などを務め、病変米菌の代謝生物に関する研究などを行った。1949年、「タバコモザイク病に関する研究」にて農学博士（京都大学）。1954年に三重大学農学部の教授となり、定年退職後は、松阪女子短期大学（現：三重中京大学短期大学部）教授などを務めた。

## 著作
- 『植物のヴァイラス病』 平山重勝著、岩波書店、1938年。
- 『植物病原菌属名検索表』 平山重勝編・発行、1967年。